# James Brice

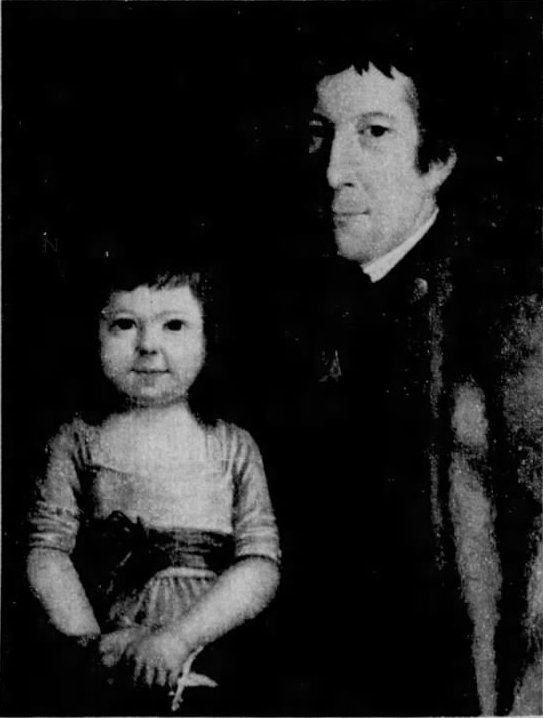
James Brice (1788)

James Brice (* 26. August 1746 in Annapolis, Province of Maryland; † 11. Juli 1801 ebenda) war ein US-amerikanischer Politiker und im Jahr 1792 dritter Gouverneur des Bundesstaates Maryland.

## Frühe Jahre und politischer Aufstieg
James Brice studierte Jura und wurde im Jahr 1765 als Rechtsanwalt zugelassen. Danach praktizierte er unter anderem in Baltimore. Neben seiner juristischen Tätigkeit war er auch ein reicher Pflanzer mit großem Landbesitz. Von 1777 bis 1799 gehörte er dem Beraterstab der Gouverneure von Maryland an. Im Anne Arundel County war er zwischen 1777 und 1779 Steuerbeauftragter.

## Weitere Laufbahn
Von 1780 bis 1792 saß er mehrfach mit Unterbrechungen im Stadtrat von Annapolis. In den Jahren 1782 bis 1783 und nochmals von 1787 bis 1788 war er Bürgermeister dieser Stadt. Außerdem amtierte er dort von 1784 bis zu seinem Tod im Jahr 1801 als Kämmerer. James Brice war auch einer der Wahlmänner, die George Washington zum Präsidenten wählten. Nach dem Tod von Gouverneur George Plater am 10. Februar 1792 wurde Brice amtierender Gouverneur seines Staates. Dieses Amt übte er nur bis zur Wahl eines neuen Gouverneurs aus. Nachdem dann Thomas Lee gewählt wurde, übergab ihm Brice das Amt am 5. April 1792. Damit hat er weniger als zwei Monate als Gouverneur amtiert. James Brice starb im Juli 1801 in Annapolis. Mit seiner Frau Julianna Jennings hatte er sechs Kinder.